# Karin Neuman-Rahn
Karin Minette Neuman-Rahn, född 13 januari 1876 i Åbo, död 1962 i Helsingfors, var en finlandssvensk sjuksköterska.

## Biografi
Karin Neuman-Rahn var dotter till baningenjör Hugo Neuman, Åbo, och hans maka Johanna Rahn, född i Philadelphia i USA, uppvuxen i Zürich.
Karin Neuman-Rahn utbildade sig vid Sofiahemmet i Stockholm 1908–1910 till sjuksköterska och blev under den perioden bekant med Elsa Beskow, Alice Tegnér och Emilie Fogelklou-Carlén. 
Hennes äktenskap med den finlandssvenske skalden och ögonläkaren Ernst Knape slutade i skilsmässa och hon tog då båda föräldrarnas efternamn.
Neuman-Rahn verkade så småningom inom mentalvården, på så kallat sinnessjukhus, och blev en föregångare tack vare sin humana syn på de psykiskt sjuka patienterna. Hon förespråkade tvångsfri vård för de psykiskt sjuka och lade stor vikt vid vänligt och kärleksfullt bemötande samt välvårdade och vackra lokaler med behagliga färger och över huvud taget en positiv grundsyn.
Under åren 1918 till 1935 undervisade hon vid Mariasjukhusets sjuksköterskeskola i Helsingfors, hon deltog i internationella sjuksköterskekongresser samt i en världsomspännande psykiatrisk kongress i Washington år 1930.
Karin Neuman-Rahn författade ett antal verk inom sitt ämnesområde. Hennes lärobok Den psykiskt sjuka människan och hennes vård blev epokgörande och utgavs på svenska, finska och tyska år 1924.
1997 kom en doktorsavhandling om Karin Neuman-Rahn och hennes verk skriven av Dahly Matilainen där det påpekas att Karin Neuman-Rahn oförskyllt hamnat i skuggan av den mera kända Sophie Mannerheim. "Mot bakgrunden av de fördomar som fanns mot psykiskt sjuka var det unikt att lyfta fram det ljusa och hoppfulla i vården av själsligt sjuka", understryker Matilainen. Karin Neuman-Rahn erhöll en mängd utmärkelser och avled 1962 i Helsingfors.